# David Leland
David Leland (Cambridge, 20 de abril de 1947 – 24 de dezembro de 2023) foi um diretor, roteirista e ator, que chegou à fama internacional com sua estréia como diretor de Wish You Were Here, em 1987.
David foi casado com Sabrina e tem cinco filhos: Chloë, Abigail , Rosie, Jacob e Grace.